# 9 (film 2009)
9 è un film d'animazione del 2009 diretto da Shane Acker, basato sull'omonimo cortometraggio del 2005. Il film è prodotto da Tim Burton e Timur Bekmambetov.

## Trama
In un mondo post-apocalittico, completamente in rovina e privo di vita, una piccola bambola in pezza, identificata dal numero 9 segnato sulla schiena, si risveglia in un laboratorio abbandonato, appartenuto a uno scienziato che giace morto nella stanza. 9 si avventura nella città ormai devastata, portando con sé un talismano trovato nel laboratorio, e incontra un'altra bambola come lui, 2: un inventore vecchio e fragile che gli dà una scatola vocale. I due però vengono attaccati da una feroce macchina dalle sembianze feline: la Bestia-Gatto, che rapisce 2. Ferito, 9 perde i sensi e si risveglia successivamente in un santuario abbandonato, dove 5, ingegnere con un occhio solo e apprendista di 2, provvede a rattopparlo; ben presto 9 conosce le altre bambole che abitano il santuario, a cominciare dal leader dogmatico 1, la sua massiccia guardia del corpo 8, e 6, una specie di oracolo mentalmente instabile che passa le giornate a disegnare strani simboli.
1 racconta che, quando lui e le altre bambole si svegliarono, era scoppiata una feroce guerra tra l'uomo e un esercito di macchine; queste ultime usarono apposite armi chimiche per eliminare qualunque forma di vita sulla terra (inclusi i batteri). Da allora le bambole si sono nascoste nel santuario al sicuro dalla Bestia-Gatto, l'ultima macchina ancora in vita. All'apprendere che 2 è stato catturato dalla Bestia, 1, che non sembra affatto preoccupato, dichiara che ormai egli sia morto. 9 però ricorda di aver visto la Bestia-Gatto portare 2 verso una fabbrica abbandonata e convince 5 a seguirlo fino a lì. Giunti alla fabbrica, 9 e 5 riescono a trovare 2 ma vengono attaccati dalla Bestia-Gatto, che però viene uccisa da un'altra bambola che si rivela essere 7, l'unica femmina del gruppo.
Incuriosito, 9 trova un vano che sembra fatto apposta per accogliere il talismano trovato al suo risveglio e ce lo inserisce; 2 tenta di fermarlo ma il talismano assorbe la sua anima e attiva il macchinario a cui 9 l'ha agganciato, un gigantesco robot detto il Fabbricante di Macchine (o più semplicemente la Macchina). 9, 7 e 5 riescono a fuggire dalla fabbrica e si rifugiano in una biblioteca in rovina, dove 7 si era nascosta insieme a 3 e 4, gemelli studiosi e muti. Questi mostrano a 9 le origini del Fabbricante di Macchine: esso è alimentato da un robot autonomo, detto il Cervello, e venne costruito su ordine di un Dittatore della nazione affinché fabbricasse robot e macchinari da guerra, i quali in seguito, per volere del Cervello che li controllava tutti, si rivoltarono contro l'umanità causandone lo sterminio. 9 chiede a 3 e 4 se sanno qualcosa sul talismano, ma loro non sanno aiutarlo; 5 però nota come i simboli raffigurati su di esso assomigliano a quelli che 6 è solito disegnare.
9 e 5 tornano quindi al santuario per esaminare i disegni di 6, che riproducono effettivamente i simboli del talismano (da lui identificato come "la Fonte"), ma vengono scoperti da 8 che li porta da 1. Nel frattempo il Fabbricante di Macchine inizia a costruire nuovi automi a cominciare dalla Bestia Alata, una sorta di pterodattilo meccanico, che viene inviata a cercare le altre bambole. La Bestia Alata attacca il santuario e tenta di uccidere 1, ferendo 7, appena giunta a dare una mano, ma viene infine sconfitta da 8; nello scontro però la Bestia Alata ha urtato un braciere, cosa che provoca l'incendio della chiesa. 9 e tutte le altre bambole si riuniscono quindi nella biblioteca dove 3 e 4 hanno scoperto qualcosa di nuovo sul talismano: pare che esso sia uno strumento legato all'alchimia con il quale è possibile dare vita a oggetti inanimati (proprio come le bambole).
1 però non crede a tutto ciò e accusa 9 di essere troppo curioso e assetato di risposte come 2; 9 allora capisce che 1 aveva incaricato 2 di esplorare all'esterno appositamente per mandarlo a morire, al che 1 si giustifica dicendo di averlo sacrificato per il bene degli altri. L'infuriata 7 cerca di attaccarlo, ma 9 la ferma e lei fugge. Il Fabbricante di Macchine nel frattempo ha costruito molte altre macchine: gli Spiderbots, piccoli ragni robotici, e i Seekers, spie robot simili a palloncini ad aria calda; successivamente, saputa la morte della Bestia Alata, inizia a costruire un'altra bestia, ovvero la Sarta, una sorta di serpente di stoffa dotato di aghi e fili con i quali intrappolare le bambole nel suo corpo, usando il cadavere di 2 come richiamo ipnotico. La Sarta attacca la biblioteca e cattura 8, e successivamente anche 7 che però riesce a staccare dalla macchina il cadavere di 2. 9 seppellisce quindi il corpo di 2 e poi si dirige alla fabbrica per salvare 7 e 8.
Nella fabbrica, la Sarta consegna 8 al Fabbricante di Macchine che assorbe la sua anima; 9 però riesce a trarre in inganno la Sarta con un fantoccio simile a lui, quindi distrugge la macchina e salva 7. Mentre 9 e 7 fuggono insieme dalla fabbrica, le altre bambole, su suggerimento di 5, spingono all'interno un barile pieno di benzina, facendo così esplodere tutta la fabbrica. Avendo apparentemente sconfitto la Macchina, le bambole festeggiano per la vittoria, ballando sulla musica di un vecchio grammofono che riproduce la canzone Over the Rainbow; ma mentre 5 corre dietro a un altro disco in vinile, avvicinandosi alle macerie della fabbrica, scopre che il Fabbricante in realtà è ancora vivo e cerca di avvertire i suoi compagni; mentre essi subito iniziano a fuggire verso un ponte, la Macchina cattura 5 e risucchia la sua anima, poi cattura anche 6 che, prima di essere ucciso, dice di "tornare alla sala dell'inizio dove lui svelerà la fonte".
Vedendo come la Macchina risucchia le anime delle bambole, 9 capisce che i suoi amici sono ancora vivi all'interno del Cervello, e decide di trovare un modo di liberarle prima di provare a distruggerla. Seguendo le parole di 6, torna nel laboratorio dello scienziato, dove è stato creato, e trova nella mano dello scienziato morto un messaggio olografico: in esso lo scienziato spiega di essere stato lui a creare il Cervello, a cui diede vita con il talismano, ma il suo dittatore, anziché usarlo a fini scientifici, preferì schiavizzarlo come Fabbricante di Macchine, cosa che portò il Cervello a ribellarsi e sterminare gli umani. Lo scienziato rivela poi che le nove bambole sono state create attraverso parti della propria anima, rendendole l'unica speranza per l'umanità, e mostra infine a 9 la sequenza di tasti per aprire il talismano, che il pupazzo comprende può essere usato contro la Macchina per liberare le anime.
9 si riunisce così con le altre bambole, e spiega il suo piano di sacrificare se stesso per rimuovere il talismano dalla Macchina. Tuttavia, 1 decide alla fine di sacrificarsi al posto di 9 e viene assorbito, permettendo a 9 di rimuovere il talismano, distruggendo il Fabbricante di Macchine. Quella sera 9, 7, 3 e 4 liberano le anime di 1, 2, 5, 6 e 8, che volano verso il cielo, da cui comincia a piovere; 7 domanda a 9 cosa faranno adesso, e lui risponde che quel che conta è che il mondo ora è un posto sicuro e spetta a loro, gli ultimi rappresentanti dell'umanità, il compito di preservarlo. Nel frattempo, sulle gocce di pioggia vengono mostrati piccoli microorganismi fosforescenti, simili a batteri, segno che la vita sul pianeta è ricominciata.

## Produzione
Il film è tratto dal cortometraggio 9 realizzato nel 2005 e diretto sempre da Shane Acker. Il cortometraggio all'epoca fu candidato al premio Oscar 2006 nella categoria miglior cortometraggio d'animazione, vinto poi dal film The Moon and the Son di John Canemaker.

## Colonna sonora
La colonna sonora del film è composta da Danny Elfman e Deborah Lurie.
Il brano della colonna sonora del trailer del film è Welcome Home dei Coheed and Cambria.

## Distribuzione
Il film è uscito nelle sale americane il 9 settembre 2009 mentre in Italia sarebbe dovuto uscire il 16 aprile 2010 nei cinema ma, dopo molti ritardi, è stato diffuso solamente in Blu-ray e DVD il 23 settembre 2010.